# Központi Szálló
Az egykori Központi Szálló (az 1960-as évektől 2020-ig Melody) a kolozsvári Fő tér egyik jellegzetes épülete. A romániai műemlékek jegyzékében a CJ-II-m-B-07246 sorszámon szerepel. A tér és a Magyar utca sarkán áll.

## Története
Az építéséről pontos adatok nem léteznek, de a 19. század elején, a szomszédos Bánffy-palotáról készült festményekről az látható, hogy a palota és az utcasarok között két ház állt. A palota melletti ház egyemeletes volt lépcsős terasszal, a sarki ház pedig földszintes volt, és valószínűleg kocsma lehetett. Nem ismert, hogy mikor épült helyére a kétemeletes ház, amely az 1859-es felvételeken kivehető. Stílusa klasszicista volt, ebből feltételezni lehet, hogy valamikor az 1820-as és 1830-as években épülhetett.
A reformkorban egy kocsma működött benne. Neve Fiskus volt, ami arra utalhat, hogy vagy az államkincstár építtette, vagy esetleg csak egy részét bérelhette kolozsvári irodái számára. Ebben a kocsmában zajlottak a katonai toborzók is. 1834-ben egy áldozatokat követelő verekedés tört ki a német helyőrség és a diákság között, és így ez a sarok sokáig Fiskus-szegletként maradt meg a lakosság emlékezetében.
Az 1859-es felvételek tanúsága szerint az épület meglehetősen puritán kinézetű volt, földszintjén üzletek is működtek. 1867-ben a Fiskus-házban működött a Kisegítő Pénztár‚ az első – 1858-ban alapított – kolozsvári pénzintézet.
Az 1869-ben felállított telekkönyv szerint a telken egy kétemeletes kőház állt valamint egy másik, egyemeletes, mindössze öt lakrésszel, amelynek tulajdonosa a Katolikus Státus volt. 1872-ben Plihál Ferenc helyi vállalkozó vette bérbe az épületet és nyitott benne szállodát Pannonia névvel. Plihál halála után 1890-ben Nagy Gábor vette át, aki korábban a Nemzeti Szállodát is bérelte (a New York helyén állt, 1894-ben bontották le). Mielőtt átadták volna, a státus Oriold Antal és Endstrasser Benedek építészekkel felújíttatta az épületet. Átépítették a Magyar utcai szárnyat és valószínűleg ekkor olvasztották egybe a két épületet. A homlokzatot eklektikus stílusban alakították át, a sarok felé tornyot emeltek. Új neve Központi Szálló lett. Egybeépítették a Bánffy-palota földszintjén levő kávéházzal és étteremmel, amelyet szintén Nagy Gábor bérelt.
A szálloda egyik legelőkelőbb vendége Samassa József egri érsek volt 1895 szeptemberében. A Mátyás-szobor leleplezésekor itt szállt meg Jókai Mór és fiatal felesége. Kolozsvári koncertje során itt lakott Johannes Brahms és Joachim József.
A szállodát az 1920-as évektől a katolikus Szociális Nővérek Társasága vette bérbe‚ és itt özv. Árkosy Lajosné Wagner Irén (1871–1938) vezetésével egy előkelő‚ csendes‚ diszkrét intézetet létesítettek‚ ahol a főszakács és az éjjeli portás kivételével mindenki nő volt. A második emelet egyik helyiségét kápolnává alakították át. Kolozsvárt jártakor többször megfordult itt Majláth Gusztáv Károly katolikus püspök‚ de Reményik Sándor is. Az 1940-es években a Pro Deo nevet viselte.
A szállodát 1949-ben államosították és a Tanügyminisztériumnak adták át. A szállodából átmenetileg diákotthont létesítettek, az étterem viszont Pescăruș (Sirály) néven tovább működött. Az 1950-es években a szállodát is újra megnyitották az étteremmel azonos néven. Az 1960-as években felújították. A pincehelyiségekben éjjeli bárt alakítottak ki Melody néven. A Magyar utca felőli oldalon felszámolták az üzleteket, helyettük cukrászdát, majd falatozót alakítottak ki. 1989 után különböző bankok vették át ezeket a helyiségeket. Az 1970-es években az alagsorban létesült a város diszkója. 1995-ben felvette a Melody Central nevet és felújították, így a II. kategóriájú szállodából háromcsillagosat hoztak létre. A ház külalakja máig sem változott‚ mindössze az 1950-es években a sarok alatt árkádos átjárót nyitottak a gyalogos közlekedés megkönnyítésére.
2020-ban az épületet a Sapientia Alapítvány vásárolta meg a Sapientia Egyetem néptánc szakának céljaira. A tervek szerint itt fog működni az Erdélyi Hagyományok Háza Alapítvány kolozsvári fiókja is.